# پاناسکرتلی

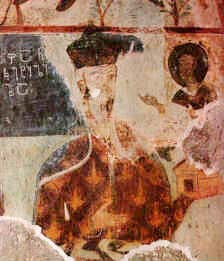
پرتره ای از زازا پاناسکرتلی-تیسیشویلی. در دیواره صومعه کینتسویسی

زازا پاناسکرتلی-تیسیشویلی (به لاتین: Zaza Panaskerteli-Tsitsishvili و گرجی: ზაზა ფანასკერტელ-ციციშვილი) شاهزاده، سیاستمدار و مرد ادیب گرجی قرن پانزدهمی بود که به خاطر مجموعه هنرهای پزشکی کارابادینی (کتاب درمان پزشکی) شهرت داشت. او در یک گزارش معاصر به عنوان "شفا دهنده بزرگ و سر خردمندان" توصیف شده است.
زازا متعلق به خانواده اشرافی قدیمی پاناسکرتلی بود که در اصل مالکان منطقه مرزی پاناسکرتی بودند. او سپس در قلب گرجستان ساکن شد و خانه تیسیشویلی را تأسیس کرد.
به نظر می‌رسد او در طول عمرش درگیر سیاست و فرهنگ گرجستان بود، اما از زندگی و او و فعالیت‌های سیاسی‌ش اطلاعاتی زیادی در دسترس نیست. زازا پس از ایفای نقش مهم در اداره سلطنتی و ارتش، به کلیسایی که در نزدیکی صومعه کینتسویسی ساخته بود، رفت و ادامه زندگی خود را در آنجا گذراند.